# Cyryl Bertram
Cyryl Bertram FSC, hiszp. José Sanz Tejedor (ur. 20 marca 1888 w Lermie, zm. 9 października 1934 w Turón w Asturii) – hiszpański zakonnik, ofiara prześladowań religijnych poprzedzających wybuch hiszpańskiej wojny domowej, święty Kościoła katolickiego.

## Biografia
Pochodzący z ubogiej rodziny do zakonu lasalianów wstąpił w wieku 19 lat i przyjął imiona zakonne Cyryl Bertram. Rozpoczął swój apostolat jako nauczyciel w szkołach zgromadzenia, a od 1918 r. przez siedem lat prowadził szkołę w Isli, następnie w Santanderze, a w 1933 r. powierzono mu kierowanie placówką pod wezwaniem Matki Bożej z Covadonga w Turón. Mimo zagrożenia, które wywoływały zamieszki rewolucjonistów pozostał w szkole i 5 października 1934 roku razem z grupą ośmiu towarzyszy został uwięziony. W grupie tej zatrzymano siedmiu współbraci i ich spowiednika ze zgromadzenia pasjonistów. Przetrzymywani w „domu ludowym” zostali wkrótce rozstrzelani na podstawie wyroku wydanego przez komitet rewolucyjny.
Cyryl Bertram beatyfikowany został przez papieża Jana Pawła II w dniu 29 kwietnia 1990, a kanonizacja odbyła się 21 listopada 1999 w  bazylice św. Piotra na Watykanie.
Dniem, w którym wspominany jest w Kościele katolickim jest dzienna rocznica śmierci (9 października).